# Бранислав Каштеварац
Бранислав Бане Каштеварац је српски и југословенски хард рок бубњар чији се рад највише везује за српски и југословенски хард рок бенд Метро. Рођен је 16.04.1959. године у Параћину.

## Биографија
Током маја 1977. године, постаје бубњар групе Атоми из Параћина, а јануара 1978. године купује нов бубањ (Ludwig  Big Beat/Paiste cymbals & Zildjian crush), те се од тог тренутка сматра почетак његове професионалне каријере у музици. 
Исте те 1978. године у октобру, Бане уписује и Правни факултет у Kрагујевцу. 
У Атомима се задржава до лета 1979. године када прелази у Jumbo.
Марта 1980. године, купује нов бубањ Ludwig Quadro Plus / Paiste 2002 &  Zildjian crush cymbals (verziju za 1981. godinu).
У овом бенду се задржао до јула 1980. године, када прелази у Паракинову Децу у коме је свирао до краја септембра 1981. године. 
Крајем септембра 1981. године, прелази у светозаревачки бенд Делта 9 у коме се задржава до децембра 1982. године.
По изласку из Делте 9, постаје члан групе Метро у јануару 1983. године.
Kрајем фебруара 1986. године, одлази на одслужење војног рока, а долази из војске 13. марта 1987. године.
Тек у пролеће 1990. године завршава Правни факултет у Kрагујевцу, највише због обавеза према свом матичном бенду Метро коме је радио све до новембра 1997. године, када одлучује да се више не бави активно музиком.

## Опрема
Бубњеви:
- ’80. Ludwig  Quadro Plus  / Paiste 2002 cymbals & Zildjian crush

## Музички узори
- Marc Bolan Feld
- Dave John Hill
- Colin Trevor Floox (Cozy Powell)